# Guatteria campestris
Guatteria campestris är en kirimojaväxtart som beskrevs av Robert Elias Fries. Guatteria campestris ingår i släktet Guatteria och familjen kirimojaväxter. Inga underarter finns listade i Catalogue of Life.